# Mala Vyska
Mala Vyska (in ucraino Мала Виска?) è una città  dell'Ucraina (9 960 abitanti) situata nel distretto di Novoukraïnka, nell'oblast' di Kirovohrad. Ospita l'amministrazione della comunità territoriale di Mala Vyska, una delle comunità territoriali dell'Ucraina.
Fino al 18 luglio 2020 Mala Vyska è stata il centro amministrativo del distretto di Mala Vyska, abolito come parte della riforma amministrativa dell'Ucraina, che ha ridotto a quattro il numero dei distretti dell'oblast' di Kirovohrad. L'area del distretto di Mala Vyska è stata fusa nel distretto di Novoukraïnka.